# پایگاه هوایی گارد ملی لوئیزویله
پایگاه هوایی گارد ملی لوئیزویله (به انگلیسی: Louisville Air National Guard Base) یک فرودگاه است . این فرودگاه در شهر لویی‌ویل کشور ایالات متحده آمریکا قرار دارد .